# Aconitum bulleyanum
Aconitum bulleyanum är en ranunkelväxtart som beskrevs av Friedrich Ludwig Diels. Aconitum bulleyanum ingår i släktet stormhattar, och familjen ranunkelväxter. Inga underarter finns listade i Catalogue of Life.